# 粗齿梭罗
粗齿梭罗（学名：Reevesia rotundifolia）为梧桐科梭罗树属下的一个种。

## 扩展阅读
維基物種上的相關：粗齿梭罗